# 新大阪ゴルフクラブ
新大阪ゴルフクラブ（しんおおさかゴルフクラブ）は、大阪府三島郡にあるゴルフ場である。

## 概要
1969年（昭和44年）、地下鉄堺筋線から20分、高槻市郊外、名神高速道路北側の山地にゴルフ場の適地があるとの情報が流れたことに始まる。そのゴルフ場建設適地の大阪府三島郡島本町は、1582年（天正10年）6月2日、本能寺の変を聞き、備中高松城の戦いから大返しした豊臣秀吉方20万と明智光秀10万が対峙し激突した摂津国と山城国の国境の古戦場跡である。眼下に桂川、木津川、宇治川の三川が合流し淀川となる広大な景色で、標高約300メートル、天王山の山崎狭隘部といわれる山地である。
「地下鉄で行けるゴルフ場」を、そうしたキャッチフレーズにぴったりのゴルフ場の建設が可能である、と着目したのが杉本眞一だった。杉本は、1964年（昭和39年）9月、三重県名張市の「名張カントリークラブ」（設計・浅川吉男）の建設に関係し、1969年（昭和44年）10月には滋賀県甲賀市に「名神栗東カントリー倶楽部」（設計・阿部恒雄）を開場させている。杉本は「三重、滋賀と開場したので、次は大都市圏で、できたら大阪府下にコースを」という夢があった。
しかし、ゴルフ場の建設用地37万坪は、砂防地区の指定を受けていたことが判明し、島本町の町長・下村忠男もゴルフ場の開発許可に難色を示した。そのため、コース造成工事に着手できず、防災工事の砂防堰堤、堰提などが先行して行わなければならなくなった。造成工事の着工は、1971年（昭和46年）2月まで遅れることとなった。1973年（昭和48年）12年7日、造成工事が完了し、18ホールのゴルフ場が開場された。
コース設計は、間野貞吉に依頼した、間野は「相模カンツリー倶楽部」（1931年（昭和6年）開場、設計・赤星六郎）で赤星六郎の指導を受け、コース設計で工学博士号を持っている。新大阪ゴルフクラブのコースレイアウトは、山の尾根を平坦に造成した上で18ホールのレイアウトを行った。1990年（平成2年）9月、経営が杉本眞一から長男の喜俊に継承された。

## 所在地
〒618-0003 大阪府三島郡島本町尺代128番地

## コース情報
- 開場日 - 1973年12月7日
- 設計者 - 間野 貞吉
- 面積 - 740,000m2（約22.3万坪）
- コースタイプ - 山岳コース
- コース - 18ホールズ、パー72、6,489ヤード、コースレート69.6
- フェアウェー - コウライ
- ラフ - ノシバ
- グリーン - 1グリーン、ベント
- ハザード - バンカー79、池が絡むホール
- ラウンドスタイル - キャディ・セルフ選択可、セルフプレー、電磁誘導乗用カートでのラウンド
- 練習場 - 無し
- 休場日 - 不定期、1月1日[2][3]

## クラブ情報
- ハウス面積 - 2,200m2（665.5坪）
- ハウス設計 - 松村 健次
- ハウス施工 - 株式会社 熊谷組[2][3]

## ギャラリー
- コース - 「新大阪ゴルフクラブ」、コース紹介、2021年6月9日閲覧
- ハウス - 「新大阪ゴルフクラブ」、施設紹介、2021年6月9日閲覧

## 交通アクセス
鉄道（JR西日本）
- 東海道本線・京都線 - 高槻駅より クラブバス利用約20分[4]

道路
- 新名神高速 - 高槻JICより 5Km 約10分[4]

## 関連文献
- 『ゴルフ場ガイド 西版』、2006-2007、「新大阪ゴルフクラブ」、東京 ゴルフダイジェスト社、2006年5月、2021年6月9日閲覧
- 『美しい日本のゴルフコース BEAUTIFUL GOLF CULTURE IN JAPAN 日本のゴルフ110年記念 ゴルフは日本の新しい伝統文化である』、ゴルフダイジェスト社「美しい日本のゴルフコース」編纂委員会編、「大阪と京都から『地下鉄で行けるゴルフ場』として三川合流の高台に開発された」、東京 ゴルフダイジェスト社、2013年12月、2021年6月9日閲覧